# Čmelák zahradní
Čmelák zahradní (Bombus hortorum) je zástupce čeledi včelovitých. V České republice náleží mezi zákonem chráněné druhy.

## Rozšíření
Čmelák zahradní se vyskytuje v celé Evropě. Jeho stanovištěm jsou okraje lesů, přilehlé louky, sady, parky a zahrady v městských oblastech a také protipovodňové hráze.

## Popis
Jde o velký druh. Matka dorůstá 19–22 mm. Za letu vydává hluboký tón. Černé zbarvení těla je na předohrudi a zadohrudi přerušeno světle žlutou páskou. Stejně tak první článek zadečku je žlutý. Páska na hrudi svým vykrojením připomíná měsíc v první čtvrti. Konec zadečku je bílý. Zbarvením se pohlaví od sebe neliší. Jen samečci mají poslední článek zadečku tmavý.

## Způsob života
Obecně rozšířený druh. Díky dlouhému jazyku vyhledává rostliny s dlouhou korunní trubkou, jako jsou hluchavkovité a bobovité, ale též zimolezy či oměj. Hnízdí na povrchu nebo blízko povrchu v zemi, ale může může se usadit i v opuštěných ptačích a myších hnízdech, ve stájích, stodolách, kůlnách a na půdách. Královny vyletují z hibernace na přelomu března a dubna. Hnízda obsahují 50–100 dělnic, při vhodných podmínkách vytvoří i dvě generace za rok.
Patří do druhové skupiny pocket makers, tzn. že při stavbě díla jsou pod larvami budovány zvláštní voskové kapsičky. Dělnice do nich ukládají pyl a med. Larvy nejsou krmeny, ale samy takto nashromážděnou potravu odebírají.
Jeho specializovaným hnízdním parazitem je pačmelák kosmatý (Bombus barbutellus).